# In Utero
《In Utero》는 미국의 록 밴드 너바나의 세 번째이자 마지막 스튜디오 음반이다. 1993년 9월 21일, DGC 레코드에서 발표되었다. 너바나는 이전 음반 《Nevermind》 (1991)에서의 세련된 제작에서 의미심장히 벗어나려고 의도했다. 보다 거칠고 자연적인 사운드를 포착하기 위해 그룹은 엔지니어 스티브 알비니를 기용했고 1993년 2월부터 2주간 미네소타주 캐넌 폴스의 패시덤 스튜디오에서 음반을 녹음했다. 스튜디오에서의 연마와 함께 빠르게 녹음했고 노래의 가사와 음반의 포장은 프론트맨 커트 코베인이 널리 알려진 자신의 개인적 삶과 새롭게 명성을 누리는 자신의 밴드를 바라보는 관점을 의학적 상상과 결부시켜 전하고 있다.
녹음이 끝나자마자 DGC가 음반을 원래 상태로 출시하지 않을 것이라는 루머가 매체를 통해 확산되었다. 음반 레이블이 상업적 잠재력이 없다고 판단했다는 내용이었다. 너바나는 공석에서 이를 부인했으나 밴드는 음반의 일부를 리믹스 하기로 결정했다. 알비니는 추후의 최종본을 만드는 데에 거부당했고 밴드는 그 대신 R.E.M.의 프로듀서 스콧 릿을 기용해 음반의 사운드를 미세하게 조정하고 싱글 〈Heart-Shaped Box〉, 〈All Apologies〉의 리믹스를 만들었다.
《In Utero》는 발표 뒤에 빌보드 200 차트에서 1위에 올랐으며 《Nevermind》에서의 극적인 탈출이라는 면에서 평단의 극찬을 받았다. 미국 음반 산업 협회에 의해 무려 다섯 번 플래티넘 인증을 받았고 1,500만 장이 전 세계에서 팔려나갔다.

## 배경

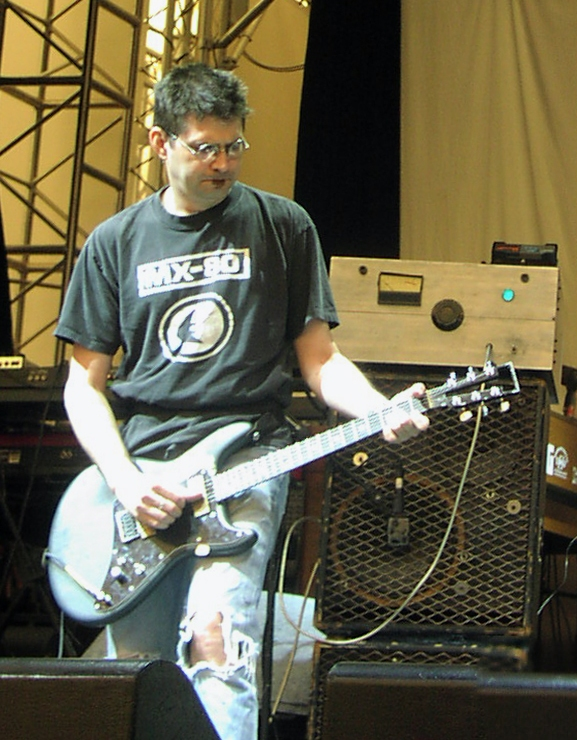
너바나는 프로듀서이자 음악가인 스티브 알비니에게 인 유테로의 사운드를 새로운 방향으로 이끌어달라고 요청했다.

1991년, 너바나는 메이저 레이블에서 발표한 데뷔 음반 《Nevermind》를 통해 음악적으로 주류에 진입했다. 밴드의 음반 회사 DGC 레코드에서 50,000장의 팔릴 것으로 예상함과 더불어 판매량을 크게 기대하지 않았으나, 《Nevermind》는 엄청나게 상업적으로 성공하여 시애틀 그런지 운동 및 얼터너티브 록 전반을 유행시키게 된다. 그러나 너바나의 세 멤버인 가수 겸 기타리스트 커트 코베인, 베이시스트 크리스 노보셀릭, 드러머 데이브 그롤은 음반의 사운드가 마음에 들지 않았다고 나중에 밝혔으며, 음반의 제작이 너무 세련되었다고 언급했다. 1992년 초, 코베인은 《롤링 스톤》에게 밴드의 다음 음반이 익스트림과 그 사운드 둘 모두의 시연장이 될 것이라고 장담하면서 "어떤 곡은 보다 날 것이 될 것이고, 다른 곡은 보다 캔디 팝 느낌이 날 거예요. [《Nevermind》처럼] 1차원이 결코 되지 않을 겁니다."라고 말했다. 코베인은 음반을 1992년의 여름부터 제작하고 싶어했으나, 코베인과 그의 밴드메이트가 다른 도시에 살고 있었기 때문에, 그리고 코베인과 그 부인 코트니 러브가 딸 프렌시스 빈의 출생을 맞이하고 있었기 때문에 불가능했다. DGC에서는 새로운 음반이 1992년 말 휴가 시즌에 준비되어 있기를 바랬다. 작업의 진척이 느려지자, 레이블은 1992년 12월에 컴필레이션 음반 《Incesticide》를 발표했다.
1992년 7월 《멜로디 메이커》가 출간한 인터뷰에서, 코베인은 영국의 기자 에버렛 트루에게 그가 잭 엔디노 (그룹의 1989년 데뷔 음반 《Bleach》를 프로듀싱했다)와 스티브 알비니 (노이즈 록 밴드 빅 블랙의 이전 프론트맨이자 다양한 독립 출시물의 프로듀서)와 녹음 작업하는 것을 고려하고 있다고 말했다. 코베인은 자신이 그룹의 다음 음반에 수록될 곡은, 세션에서 최고의 것을 선정할 예정이라고 밝혔다. 1992년 10월, 너바나는 시에틀에서 엔디와 가진 데모 세션에서 몇몇 곡들 (대다수는 기악곡)을 녹음했다. 이 곡들은 상당수 《In Utero》의 트랙이 되어 이후에 재녹음했다. 엔디노는 밴드가 다음 음반의 프로듀싱을 위해 자신을 부르지는 않았지만, 밴드 멤버들이 알비노와 작업할 것인지를 놓고 끊임없이 토론했다고 회상했다. 그룹은 데모 무더기를 1993년 1월 브라질 투어 도중 녹음했다. 이 세션의 녹음 중 하나인 즉흥적인 대곡 〈Gallons of Rubbing Alcohol Flow Through the Strip〉은 미국 이외의 《In Utero》에서 히든 트랙으로 사용되었다.
너바나는 최종적으로 알비니를 세 번째 음반을 녹음키 위해 선택했다. 알비니는 미국 독립 음악 씬에서 고집있고 독선적인 인물로 평판이 나 있었다. 알비니가 그의 언더그라운드에서의 자격으로 음반의 녹음에서 선택되었다는 추측이 존재하던 와중, 코베인은 1993년 《리퀘스트》 지에서 "내가 그와 함께 작업하고 싶은 가장 큰 이유는, 그가 내가 최고로 좋아하는 두 가지 음반을 제작한 바 있었기 때문이다. [픽시스의] 《Surfer Rosa》와 [브리더스의] 《Pod》이 그것이다."라고 말했다. 그들 음반에서 영감을 받았던 코베인은, 알비니의 예의 기술을 활용해 자연적인 환경을 포착하기를 원했다. 그것은 다양한 마이크로폰의 사용 및 배치로 이뤄지는 것이었지만, 이전의 너바나 프로듀서들을 싫어하던 방법이었다. 몇 달 전부터 세 명은 알비니에게 녹음을 위해 접근했고, 음반의 녹음에서 그가 후보로 지명되었다는 소식이 루머로서 확산되었다. 알비니는 영국 언론에서 그 연루에 대해 부인했고, 다만 너바나의 매니지먼트로부터 몇 주 전 프로젝트에 대한 전화가 왔다고 주장했다. 비록 그룹을 "퍼즈 박스가 추가된 R.E.M."에 "보잘 것 없는 시에틀 사운드"로 비추어 보았지만 알비니는 너바나의 전기작가 마이클 아제라드에게 자신들의 음반 회사의 은총 아래 자신이 승낙했고, "내가 상대한 바 있던 2류 밴드들과 같은 부류의 사람들"로 인식하던 그들을 애석하게 생각했기 때문이라고 밝혔다. 음반의 녹음 세션 직전에 밴드는 알비니에게 브라질에서 만들었던 테이프를 보냈다. 알비니는 답장으로 코베인에게 PJ 하비의 음반 《Rid of Me》를 보내어 스튜디오에서 녹음하게 될, 어쿠스틱에 대한 아이디어를 제시했다.

## 녹음
너바나의 일원들과 알비니는 음반 녹음을 2주로 제한하기로 스스로 결정했다. DGC 측의 개입을 피하기 위하여 알비니는 밴드에게 세션 비용을 스스로 부담할 것을 제안했고, 그들은 이에 승낙했다. 스튜디오 비용의 총액은 미화 24,000달러였다. 알비니는 자신의 공헌으로 일괄 요금 100,000달러를 지급받았다. 너바나의 매니지먼트 회사 골드 마운틴의 제안에도 불구하고 알비니는 음반 실적에서 몇 퍼센트를 가져가는 것을 거부했으며 대신 500,000달러를 받는 것을 고집했다. 음악 산업에서, 이는 프로듀서에게는 흔한 관습이었으나 알비니는 로열티를 가져가는 것을 부도덕하고 "예술가를 모욕하는 짓"으로 받아들였다.

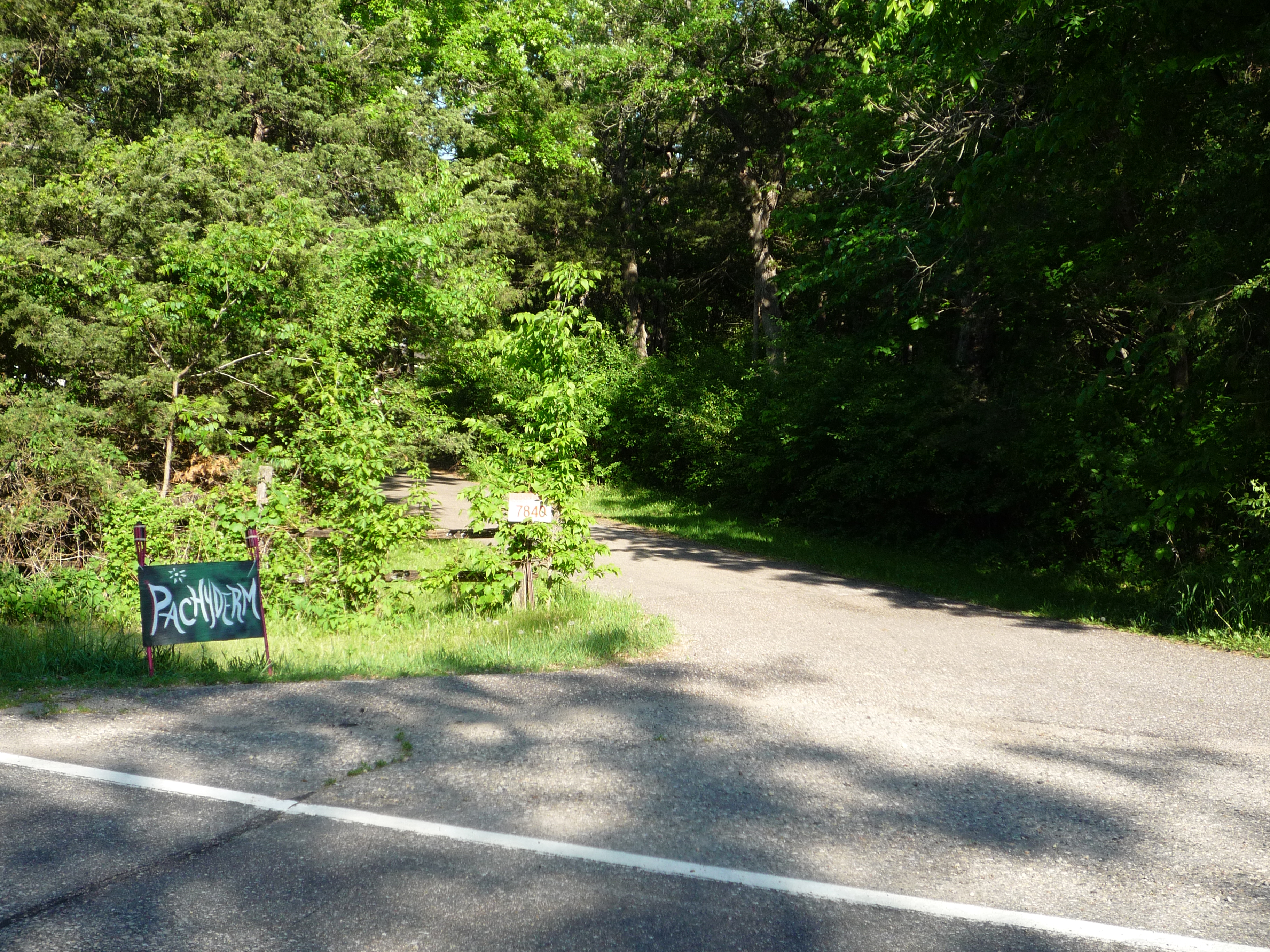
외딴 곳에 위치한 패시덤 스튜디오. 방문을 환영한다는 간판이 있다. 너바나는 이곳에서 사실상 음반 녹음 중 고립돼 지냈다.

1993년 2월, 너바나는 음반 녹음을 위해 미네소타주 캐넌 폴스에 위치한 패시덤 스튜디오로 여행왔다. 알비니는 녹음 첫 날까지 밴드 멤버를 만난 적이 없었다. 다만 그는 이들이 만들고 싶어하는 음반의 종류를 사전에 토의해 보았다. 알비니는 "그들은 다소 신중하게 음반을 만들려고 했고 내 입장에서는 마음에 드는 일이었다."고 말했다. 그룹은 스튜디오 영지 내의 집에서 숙박하면서 녹음 세션을 진행했다. 노보셀릭은 이러한 고립된 상황을 강제 노동 수용소에 비교하면서, 이런 말을 남겼다. "거기서 눈이 내리고 있었는데, 우리는 어디에도 나갈 수 없었죠. 우리는 일만 했어요." 거의 대부분의 세션에서, 밴드 멤버들은 극소수의 인원들, 즉 알비니와 기술자 밥 웨스턴과만 합류했다. 밴드는 A&R의 대표자에게 진행 중인 작업 중 어느 것도 연주하지 않을 것이라고 통지함으로서 DGC와 골드 마운틴에게 음반 제작 중에는 그 어떤 방해도 받고 싶지 않다는 입장을 분명히 했다. 그룹의 매니저 및 레이블의 간섭에서 벗어나기 위해 알비니는 밴드 멤버들을 제외하고는 누구나 무시하겠다는 엄격한 규율을 세웠다. 프로듀서는 그룹과 관련이 있는 사람들 중 음악인 외에는 "내가 만난 놈들 중 가장 쓰레기같은 놈들"이었다고 설명했다.
밴드는 패시덤 스튜디오에 도착하면서 자신들의 장비를 들고 오지는 않았고 처음 셋 날은 메일이 오기를 기다리고 있었다. 그러나, 2월 13일부터 녹음이 시작되자 작업은 빠르게 속도가 붙었다. 대부분 날마다 그룹은 정오 무렵에 작업을 시작했고, 점심과 저녁에 휴식을 취했고, 자정까지 작업을 계속했다. 코베인, 노보셀릭, 그롤은 자신들의 기본 기악 트랙을 하나의 밴드로서 녹음했다. 빠른 작곡인 〈Very Ape〉와 〈Tourette's〉 등을 제외하고는 모두 이같은 방식을 활용했는데, 전술한 곡의 드럼들은 자연적인 잔향을 위해 근처에 있던 부엌에서 녹음했다. 알비니는 그롤의 드럼 키트를 30개의 마이크로폰으로 감쌌다. 코베인은 노래의 반절에서 추가적으로 기타 트랙을 입혔다. 그리고 기타 솔로, 마지막으로 보컬을 입혔다. 밴드는 테이크들을 폐기하지 않고 실상 모든 것을 테이프에 담아내고 보관하고 있었다. 알비니는 자신이 프로듀서이기 보다는 엔지니어에 가까웠다고 술회하였다. 그의 견해와는 상반되게, 그는 밴드가 적절한 테이프를 고르도록 내버려 두었다. 그는 다음과 같이 말한다. "일반적으로 말해, [코베인은] 스스로가 무엇이 용인될 수 있는 지를 그리고 무엇이 그러지 못한다는 것을 알고 있었습니다. [...] 그는 이러한 용인될 수 없는 것을 이용해 작업을 구체적으로 진척시켜 나갔습니다." 보도에 따르면 코베인은 모든 그의 보컬 트랙을 여섯 시간 동안 녹음했다. 밴드는 녹음을 6일만에 끝냈다. 코베인은 당초 알비니와 의견 충돌이 있었다. 코베인은 알비니를 "아마도 가장 성차별적인 새끼"라고 불렀지만, 작업에 대해서는 "우리가 했던 것 중 가장 쉬운 녹음이었다. 아주 순탄했다."고 말했다. 일주일의 세션 중 혼란이 있던 것은 코베인을 그리워한 코트니 러브가 방문한 때 한 번 뿐이었다. 밴드와 러브, 그리고 알비니는 사건의 세부 사항에 대해서는 입을 닫았지만, 웨스턴의 여자친구 (스튜디오의 요리사로 임함)에 따르면 러브는 코베인의 작업물을 비판하고 주위의 모두와 대립을 일삼았다고 한다.
음반의 믹싱은 5일에 걸쳐 완료되었다. 이같은 일정은 너바나에게는 당연시되었지만 모든 음반의 믹싱을 하루 혹은 이틀에 완료한 알비니에게는 아니었다. 노래의 믹싱 작업 도중 원하는 결과를 얻지 못하던 일이 생겼고, 밴드와 알비니는 그날을 자연 영상들을 보면서, 물건을 불에 태우면서, 그리고 백화점에 장난전화를 걸면서 보냈다. 세션은 2월 26일에 완료되었다.

## 음악과 가사
알비니는 음반을 제작함에 있어서 《Nevermind》의 사운드와 전혀 다른 것을 추구했다. 그는 《Nevermind》의 사운드가 "매우 매우 통제된 양식의 표준적 저질 음반이며, 압축된 라디오 친화적이고 믹스이다. [...] 그래선 안될 일이다. 내 소견으로는, 크게 록 밴드에게 아첨하는 것으로 보인다."고 평가했다. 더욱 자연적이고 본능적인 사운드를 잡아내려는 의도를 설정했다. 알비니는 코베인의 보컬을 더블 트래킹하는 것을 반대했고 대신에 반향되는 방에서 혼자 노래를 하고 녹음할 것을 제언했다. 프로듀서는 몇몇 트랙에서 가수의 보컬이 강렬함이 있다고 언급하며 말했다. "굉장히 마르고 굉장히 큰 음성이 'Milk It'의 종결부에 존재합니다 ... 그건 'Rape Me'의 말미에서도 존재하는 것이죠. [코베인은] 여기서 전체 밴드를 능가하는 함성의 사운드를 원했어요." 알비니는 음반의 희박한 드럼 사운드를 데이브 그롤이 공연하는 동안 단순히 몇몇 마이크로폰으로 방을 두름으로서 자연적인 방의 잔향을 얻어냈다. 알비니는 "만약 당신이 좋은 드러머를 구해 드럼 키트 앞에 그를 배치시키면 그걸로 좋은 듣기 좋은 사운드가 완성되죠. 그럼 그것을 녹음하면 당신 임무는 완수된 거예요."라고 말했다.
아제라드는 자신의 1993년의 전기 《컴 애즈 유 어: 더 스토리 오브 너바나》에서 《In Utero》의 음악은 이전 음반의 결과를 경험한 코베인의 격변을 투영하여, 불쾌함과 접근성을 이탈한 감수성을 보여주고 있다고 주장했다. 그는 또한 이렇게 적었다. "비틀즈 풍의 'Dumb' 행복과 더불어 전력을 다하는 광기의 펑크 그래피티 'Milk It,' 그리고 'All Apologies'는 졸도의 'Scentless Apprentice'에서 벗어난 세계이다. 이것은 [코베인이] 자신의 펑크 및 팝 소질을 하나의 조화로운 전체로 혼합하는 시도를 포기한 것으로 보인다. 다 잊어라. 이건 전쟁이다." 그렇지만 코베인은 《In Utero》가 이전의 너바나 음반보다 "더 거칠어지거나 더 감성적이 되려는 것"은 아니라고 주장했다. 노보셀릭은 아제라드에게 음반의 음악은 밴드의 "예술적이고 공격적인 측면"을 알려 주려는 것이라고 의견을 같이 했으며, "[너바나의] 노래에서는 'About a Girl'같은 것도, 'Paper Cuts'같은 것도 늘상 있었습니다... 《Nevermind》는 'About a Girl'식으로 나온 것이며 이 [음반은] 보다 'Paper Cuts'식으로 나온 것이죠."라고 말했다. 코베인은 〈Milk It〉 트랙은 패시덤 스튜디오에서 세션하는 동안의 한 달에 걸쳐 이동한, 밴드의 더욱 실험적이고 공격적인 방향의 예시라고 밝혔다. 노보셀릭은 기자 짐 로드리게스에게 음반의 싱글 〈Heart-Shaped Box〉와 〈All Apologies〉를 음반의 다른 곡보다 연마된 사운드로 향하는 "관문"으로 해석했으며, 청취자가 음반을 듣게 된다면 "공격적인 거친 사운드와 진정한 얼터너티브 음악"을 발견할 것이라고 말했다.
《In Utero》에 수록된 곡들 중 일부는 녹음 전 몇 년에 걸쳐 쓰여진 것이 있고, 심지어는 1990년 전까지 거슬러 올라가는 것도 있다. 〈Frances Farmer Will Have Her Revenge on Seattle〉 트랙의 경우, 코베인은 동시대의 얼터니티브 록 밴드가 한 단어로 된 제목을 활용하는 데에 대한 반응으로 자신이 좋아한 긴 곡 제목을 붙였다. 코베인은 패시덤 스튜디오에서의 녹음 중에도 가사 작업을 지속했다. 그렇기는 하지만, 코베인은 1993년 《스핀》의 달시 스텐키에게 가사가 《Bleach》와 《Nevermind》와는 비교되게 "더욱 중점적이 되었고, 이들은 거의 주제에 맞게 지어졌다"고 말했다. 마이클 아제라드는 이전의 너바나 곡들보다 가사가 덜 인상주의적이며, 더욱 간단해졌다고 주장한다. 또한 아제라드는 "사실상 전곡이 질병과 질환에 대한 몇몇 이미지를 담고 있다"고 기록했다. 상당수의 곡은 코베인이 자신이 읽고 있던 곡을 언급하고 있다. 〈Frances Farmer Will Have Her Revenge on Seattle〉는 배우 프란시스 파머의 1978년도 자서전인 《섀도우랜드》에 영감을 받은 것으로, 코베인은 그가 고등학교에서 이 책을 읽었을 때부터 시작해 프란시스에게 매료되었다. 곡 〈Scentless Apprentice〉는 《향수: 살인자에 대한 이야기》에 대한 내용으로, 이는 자신의 몸 냄새를 맡을 수 없게 태어났지만 후각을 대단히 발달시킨 한 향수 견습생이 "궁극의 향수"를 창조하기 위해 처녀를 죽여 그들의 향기를 빼앗는 시도를 그리는 역사적 소설이다.
코베인은 1993년 《옵서버》 인터뷰에서 《In Utero》의 "대부분의 파트는 특정 인간에 대한 것이 절대 아니"라고 시인했다. 또한 같은 해에 작곡가는 《Q》에게 음반에는 유아와 출산에 대한 내용이 풍부하며 자신의 아버지됨은 그저 우연의 일치임을 주장했다. 하지만, 아제라드는 음반의 수록곡의 대다수는 개인적 주제를 포함하고 있다고 논평했고, 그롤 또한 비슷한 견해를 보이고 있음을 기록했다. 그롤은 "그가 말하고 있었던 것 대다수는 그가 거쳐온 커다란 오물과 관련 있습니다. 그리고 더 이상 십대의 고난은 다루지 않았어요. 완전히 다른 야구 경기, 그러니까 록 스타의 고난이죠."라고 말했다. 코베인은 최근의 사건들을 경시하였고 ("그건 내 삶을 그리 흥분되게 하지 못한다(I really haven't had that exciting a life)") 아제라드에게 자신이 매체에 대한 분노를 트랙에 명쾌히 표출하지는 않았다고 말했지만, 그런 시각을 약간은 함의하고 있다고는 동의했다. 〈Serve the Servants〉는 코베인의 아동기와 성인기의 삶에 대한 발언을 늘어놓고 있다. 오프닝 가사인 "십대의 불안은 값을 치렀다/이제 나는 지루하고 늙기만 했다(Teenage angst has paid off well/Now I'm bored and old)"는 너바나의 성공으로 인한 코베인의 마음 상태를 보여주는 것이다. 코베인은 자신의 삶에 미친 부모의 이혼이 가져다 준 매체의 관심을 후렴 가사 "그 전설적인 이혼이란 것도 지겹다(That legendary divorce is such a bore)"로 일축했다. 또한 가사 "내가 원한 건 아버지였지만/가질 수 있었던 건 고작해야 아빠였다/당신을 미워하지 않는다는 것을 이해해 주었으면 한다/전부터 생각해 온 주제가 아니라 더 할 말이 없다(I tried hard to have a father/But instead I had a dad/I just want you to know that I don't hate you anymore/There is nothing I could say that I haven't thought before)"로 자신의 아버지를 직접적으로 지목했다. 코베인은 자신이 아버지를 증오하지 않음을 아버지가 알아 주었으면 하지만, 그와 얘기하고 싶은 마음을 없다고 말했다.

## 수록곡
1. "Serve the Servants" - 3:36
2. "Scentless Apprentice" - 3:48
3. "Heart-shaped Box" - 4:41
4. "Rape Me" - 2:50
5. "Frances Farmer Will Have Her Revenge on Seattle" - 4:09
6. "Dumb" - 2:32
7. "Very Ape" - 1:56
8. "Milk It" - 3:55
9. "Pennyroyal Tea" - 3:37
10. "Radio Friendly Unit Shifter" - 4:51
11. "tourette's" - 1:35
12. "All Apologies" - 3:51
13. "Gallons of Rubbing Alcohol Flow Through the Strip (Bonus track)" - 7:28

## 참고 문헌
- Azerrad, Michael. Come as You Are: The Story of Nirvana. Doubleday, 1994. ISBN 0-385-47199-8
- Cameron, Keith. "This Is Pop". 《Mojo》. May 2001.
- Cross, Charles R. Heavier Than Heaven: A Biography of Kurt Cobain. Hyperion, 2001. ISBN 0-7868-8402-9
- DeRogatis, Jim. Milk It!: Collected Musings on the Alternative Music Explosion of the 90's. Da Capo, 2003. ISBN 0-306-81271-1
- Gaar, Gillian G. In Utero. Continuum, 2006. ISBN 0-8264-1776-0
- Rocco, John (editor). The Nirvana Companion: Two Decades of Commentary. Schirmer, 1998. ISBN 0-02-864930-3
- Young, Charles M. (2004). 〈Nirvana〉.   Brackett, Nathan; Hoard, Christian. 《The New Rolling Stone Album Guide》 4판. Simon & Schuster. ISBN 0-7432-0169-8.